# Farm Town
Farm Town – wieś w Anglii, w hrabstwie Leicestershire, w dystrykcie North West Leicestershire. Leży 23 km na północny zachód od miasta Leicester i 164 km na północny zachód od Londynu.